# ستيف باسباي
ستيف باسباي (بالإنجليزية: Steve Busby)‏ هو لاعب كرة قاعدة أمريكي، ولد في 29 سبتمبر 1949 في بربانك في الولايات المتحدة.